# Vena poplítea
La vena poplítea es una vena que pasa por detrás del rombo poplíteo, del cual recibe su nombre. Recibe sangre proveniente de la vena tibial anterior y posterior y además a la safena externa, de manera que el sistema venoso profundo de la pierna confluye para formar la vena poplítea.

## Trayecto
La vena poplítea pasa a formar la vena femoral, que luego desemboca en la vena ilíaca externa. Esta ilíaca externa converge con la interna y terminan en la vena ilíaca primitiva de cada lado. Esta última desemboca finalmente en la vena cava inferior.